# .xpi
.xpi (förkortning för XPInstall) är en filändelse för tillägg/utökningar (extensions) som användarna av webbläsaren Mozilla Firefox kan installera för att tillföra fler funktioner till webbläsaren. XPInstall (plattformsoberoende installation) är en teknik som används av Mozilla Application Suite, SeaMonkey, Mozilla Firefox, Mozilla Thunderbird, Mozilla Waterfox, Pale Moon och andra XUL-baserade applikationer som Flock och den gamla browsern Netscape för att installera Mozilla tillägg/utökningar som tillför funktionalitet till något av de nämnda huvudprogrammen.Några exempel på sådana utökningar är bl.a. CacheViewer eller, stavningsprogram som spell-en-GB.xpi, ordlistor som svensk_ordlista-1.4-fx+zm+tb(3).xpi, eller xpi-filer som tillhör backup-program för Mozilla Firefox, t.ex. FEBE{7.3.0.1}.xpi.
Ett XPI (uttalas "zippy") installationspaket är en ZIP-fil som innehåller en installationsskript eller ett manifest vid roten av filen, samt ett antal datafiler. I de äldsta versionerna av Firefox och Thunderbird innehöll detta paket ett Java-baserat installationsskript (install.js) med direktiv för vilka uppgifter som skulle utföras under installationen, exempelvis att lägga till filer och kataloger, ta bort föråldrade filer och kataloger, verkställa uppgifter, m.m. I nyare versioner av Firefox och Thunderbird har det Java-baserade installationsskriptet ersatts av ett s.k. chrome-manifest och en RDF-fil (install.rdf).  
Från och med Firefox 1.0 blockeras XPI:s som kommer från andra ställen än Mozilla Add-ons. Detta var ett försök att förhindra att skadliga program – som virus, trojaner och spionprogram – installerades av nybörjare när det gäller konstruktion av tillägg/utökningar. Skadliga tillägg/utökningar kan inte installeras utan ett direkt agerande från Firefoxanvändaren, genom att denne måste godkänna installationen genom att markera det i en dialogruta. Användarna rekommenderas att endast installera tillägg/utökningar som släppts av från tillförlitliga och erfarna konstruktörer.